# Ascorbato peroxidase
Ascorbato peroxidades (ou APX1) são enzimas que desintoxicam peróxidos como o peróxido de hidrogénio e que usam ascorbato como substrato. Catalisam a transferência de electrões do ascorbato para um peróxido, produzindo dehidroascorbato e produtos de água.
Ascorbato + Peróxido de hidrogénio → Dehidroascorbato + Água
C6H8O6 + H2O2 → C6H6O6 + 2H2O
O APX é um componente integral do ciclo glutationa-ascorbato. Estas enzimas são frequentemente hemoproteínas e o cofactor hemo é o sítio onde ocorre a reacção redox referida anteriormente.